# Chrysops sandyi
Chrysops sandyi är en tvåvingeart som beskrevs av Baier 1999. Chrysops sandyi ingår i släktet Chrysops och familjen bromsar. Inga underarter finns listade i Catalogue of Life.